# Eurysolen gracilis
Eurysolen gracilis és una espècie d'angiospermes que pertany a la família de les lamiàcies, l'única del gènere Eurysolen.